# Pidhirzi (Solotschiw)
Pidhirzi (ukrainisch Підгірці; russisch Подгорцы/Podgorzy, polnisch Podhorce, deutsch auch Podhorze) ist ein Dorf in der Oblast Lwiw, Ukraine.

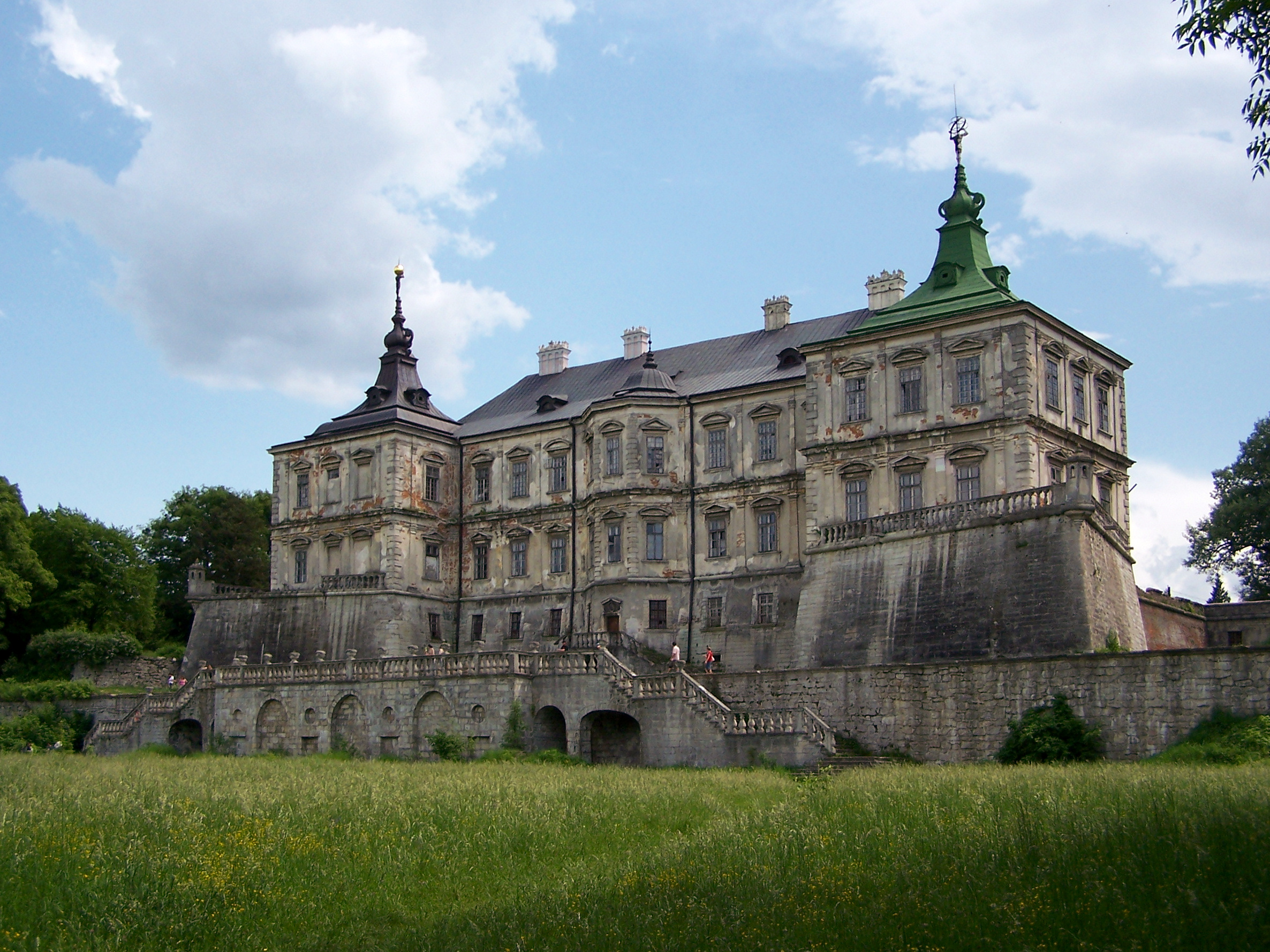
Schloss in Pidhirzi

Er liegt 24 km südwestlich von Brody in Richtung Lemberg. Der im 399 m  ü. M. gelegene Ort bietet einen weiten Ausblick nach Norden in die wolhynische Ebene am Flusse Styr.
Sie gehört verwaltungstechnisch zur Landgemeinde Sabolotzi, bis 2020 bildete sie zusammen mit dem Dorf Sahirzi (Загірці) die Landratsgemeinde Pidhirzi.
5 km nordwestlich liegt das Städtchen Olesko mit seiner Burg, der Geburtsort des polnischen Königs Johann III. Sobieski.
Bekannt wurde der Ort durch das bedeutende Schloss Sanguszko, das von einem großen Park umgeben ist („ukrainisches Versailles“). Während des  Ersten Weltkrieges war das Schloss zeitweilig der Sitz des V. Korpskommandos des deutschen Heeres.
Jenseits des Parks thront die riesige Schlosskapelle Sunna, eine Art Petersdom am Rande Galiziens.
Der Ort wurde 1076 zum ersten Mal erwähnt und lag bis 1772 in der Adelsrepublik Polen-Litauen, danach gehörte er bis 1918 zum österreichischen Galizien, kam nach dem Ende des Ersten Weltkrieges zu Polen (in die Woiwodschaft Tarnopol, Powiat Złoczów, Gmina Podhorce), wurde im Zweiten Weltkrieg von September 1939 bis Sommer 1941 von der Sowjetunion, danach bis 1944 von Deutschland besetzt. Seit 1944 war er ein Teil der Ukrainischen SSR und ist seit 1991 ein Teil der heutigen Ukraine.

## Persönlichkeiten
- Seweryn Rzewuski (1743–1811), polnischer Dichter, Generaladjutant, Woiwode und Großhetman der polnischen Krone